# Paul Haefliger
Paul Haefliger, auch Paul Häfliger (* 8. Februar 1914 in Frankfurt am Main, Deutsches Reich; † März 1982 in Bern, Schweiz), war ein schweizerischer Maler, Kunstkritiker und Drucktechniker, der hauptsächlich in Australien tätig war.

## Leben und Wirken
Paul Haefliger wurde 1914 in Frankfurt am Main als Sohn schweizerischer Eltern geboren. Sein Vater war Geschäftsmann und schweizerischer Honorarkonsul in Frankfurt, seine Mutter war Malerin. Haefliger hatte Onkel in Bern, die als Kunstsammler tätig waren, und besuchte Schulen in Deutschland und der Schweiz. 1929 zog er nach Australien und besuchte die nach Julian Ashton benannte Kunstschule in Sydney. 1935 heiratete er die Künstlerin Jean Bellette. 1936 begann er eine weltweite Studienreise durch Europa und Asien, wobei er in London bei Bernard Meninsky und Mark Gertler und in Paris an der Académie Colarossi und der Académie de la Grande Chaumière studierte und in Japan und Indien seine Kenntnisse in Holzschnitt und Linolschnitt vertiefte. 1939 kehrte er nach Australien zurück und arbeitete von 1941 bis 1957 als Kunstkritiker des Sydney Morning Herald. Seine Kunstkritiken unterzeichnete er mit Our Art Critic, beispielsweise in seiner Besprechung einer Ausstellung von Jocelyn Rickards im Jahr 1948.
1957 verließen Haefliger und seine Frau Australien und lebten nun hauptsächlich in Mallorca, wobei er noch gelegentlich Ausstellungen seiner Werke in Australien durchführte. Sein einziges Buch Duet for dulcimer and dunce, eine Sammlung von Essays, veröffentlichte er 1979. Er starb 1982 nach einer Operation in einem Krankenhaus in Bern.
Seine Werke sind in der Art Gallery of New South Wales in Sydney, der National Gallery of Australia in Canberra, der Art Gallery of Western Australia in Perth sowie in weiteren öffentlichen und privaten Sammlungen in Australien und Europa ausgestellt.

## Werke (Auswahl)
- Art Gallery of New South Wales: Liste von ausgestellten Werken
- National Gallery of Australia: Liste von ausgestellten Werken

## Publikation
- Paul Haefliger, Russell Drysdale: Duet for dulcimer and dunce. Bay Books, Sydney 1979. ISBN 978-0-85835-311-4.